# キーガン・ドリー
キーガン・ラレンゾ・ドリー（アフリカーンス語: Keagan Larenzo Dolly、1993年1月22日 - ）は、南アフリカ共和国のサッカー選手。南アフリカ共和国代表。ポジションはFW。

## クラブ歴
ウェストバリー・アーセナルでサッカーを始め、スクール・オブ・エクセレンスを経て、マメロディ・サンダウンズFCの下部組織に入団。その後アヤックス・ケープタウンFCに移った。
アヤックス・ケープタウンで2012年にトップチーム昇格、2013-14シーズンにプレミアサッカーリーグ最優秀若手選手賞に輝いた。これを見たマメロディ・サンダウンズが彼を買戻したが、マメロディ・サンダウンズは彼とポジションが被る選手を多数保有していたため、2014-15シーズンはアヤックス・ケープタウンにレンタル移籍と言う形で残留した。
2015-16シーズンにマメロディ・サンダウンズのトップチームの一員として、プレミアサッカーリーグとCAFチャンピオンズリーグ2016を制覇。CAFチャンピオンズリーグ2016ではASヴィタ・クルブに敗れたが、ヴィタ・クルブは出場資格のない選手を起用していたために失格、これによって本戦に進出し優勝した。彼とチームメイトのハマ・ビリアト、デニス・オニャンゴはアフリカのリーグに在籍するアフリカ最優秀選手の候補に選出されたが、最優秀選手賞はオニャンゴの手に渡った。なお彼自身もベストイレブンには選出されている。この活躍から彼はヨーロッパ方面からの興味を持たれるようになり、2016年9月にはオリンピアコスFCの名前があがった。
同年11月にマメロディ・サンダウンズは紛争解決室に対して、17ヶ月前に彼と締結した契約にある移籍金75万ユーロは安すぎると申し立て、このミスはマメロディ・サンダウンズに責任がある事を認めた上で150万ポンドに引き上げたいとのクラブ側の要請が認められた。これに対して南アフリカ共和国サッカー選手連盟はオリンピアコスからの興味が持たれている中でのこの判断に遺憾の意を示した。
なお彼はその数ヶ月後の2017年1月26日にリーグ・アンのモンペリエHSCに移籍した。
2021年7月、カイザー・チーフスFCに加入した。

## 代表
U-23代表としてアフリカ U-23ネイションズカップ2015に出場し、リオデジャネイロオリンピック出場権を獲得、同大会にも参加した。
A代表としては2014年9月5日に行われたアフリカネイションズカップ2015予選のスーダン代表戦で初出場。2016年6月4日のアフリカネイションズカップ2017予選のガンビア代表戦で2得点をあげて代表初得点を記録した。

## プレースタイル
ウィンガーとしても攻撃的ミッドフィールダーとしてもプレー出来、2列目ならどこでも熟す事が出来る選手である。ただ、クラブでも代表でも左ウィングとしての起用が多い。小柄ながらその素早く献身的なプレーとスキルでフアン・マタのようにスペースに入り込みシュートを放つ。その能力からスティーヴン・ピーナールに南アフリカ共和国で指折りの選手になるだろうと言わしめた。

## 私生活
スティーヴン・ピーナールとは同郷で、彼もカラードである。